# Quand passent les faisans
Pour plus de détails, voir Fiche technique et Distribution.
Quand passent les faisans est un film français en noir et blanc réalisé par Édouard Molinaro, sorti en 1965.

## Synopsis
Arsène Baudu, escroc à la petite semaine, rencontre par hasard Hyacinthe Camus, ancien policier, et le convertit aux arcanes de l'arnaque. Au cours de leur pérégrinations ils rencontrent Alexandre Larsan-Bellac, escroc d'un tout autre niveau. À eux trois, ils montent une arnaque en faisant croire à un pigeon que les obligations de l'Emprunt russe de 1906 vont être remboursées à bon prix par le gouvernement de l'Union soviétique. Riméro, industriel naïf, tombe dans le panneau. Mais, parallèlement, Alexandre Larsan-Bellac s'entiche de Lady Valérie Paterson...

## Fiche technique
Sauf indication contraire, les informations mentionnées dans cette section peuvent être confirmées par la base de données cinématographiques Unifrance,  présente dans la section « Liens externes ».
- Titre original : Quand passent les faisans ou Les Escrocs
- Réalisation : Édouard Molinaro
- Assistants-réalisateurs : Philippe Monnier, Patrick Saglio
- Dialogues : Michel Audiard
- Scénario et adaptation : Albert Simonin et Jacques Emmanuel
- Montage : Monique Isnardon et Robert Isnardon
- Photographie : Raymond Lemoigne
- Musique : Michel Legrand
- Décors : Jacques Paris
- Son : Jean Labussière
- Producteur délégué : Alain Poiré
- Société de production : Gaumont International
- Distribution nationale et internationale : Gaumont
- Directeur de production : Irénée Leriche
- Pays de production :  France
- Langue de tournage : français
- Format : Noir et blanc - Son mono - 35 mm (positif et négatif)
- Genre : comédie policière
- Durée : 89 minutes
- Date de sortie :
  - France : 10 septembre 1965
  - Portugal : 26 août 1966
- Affiche : Jouineau Bourduge (France)

## Distribution
- Paul Meurisse : Alexandre Larsan-Bellac
- Bernard Blier : Hyacinthe Camus
- Jean Lefebvre : Arsène Baudu
- Michel Serrault : Rimero
- Yvonne Clech : Lady Valérie Paterson
- Claire Maurier : Micheline Camus
- Daniel Ceccaldi : le directeur Barnave
- Robert Dalban : Le concierge de l'hôtel
- Roger Dutoit : Arthur Thibaut
- Jacques Dynam : Le chauffeur de Rimero
- Véronique Vendel : Jeanne
- Paul Demange : Le marchand de vieux papiers
- Philippe Castelli : le barman
- Jean-Henri Chambois : Un homme escroqué
- Sophie Leclair : Pierrette Baudu
- Franck Villard : M. Gino (non crédité)
- Paul Préboist : Le brocanteur (non crédité)
- Louise Chevalier : La concierge (non créditée)
- Édouard Molinaro : Un serveur qui cherche le chien de Larsan-Bellac (non crédité)
- Yves Arcanel
- Jean-Marie Arnoux
- Dominique Delpierre
- Michel Duplaix
- Yves Elliot
- Jean Julliard
- Henri Marteau
- Viviane Méry
- Lysiane Rey
- Claude Richard
- Jean-Jacques Steen
- Robert Secq (non crédité)

## Autour du film
Le scénario évoque quelques affaires célèbres de la IIIe République : en plus des emprunts russes, la médaille du « rayonnement français » peut faire allusion à l'affaire des Décorations de 1926 avec la vente de Légions d'honneur.
Le titre est une référence au drame soviétique à succès Quand passent les cigognes (1957).